# Ligue régionale Bretagne de rugby
La Ligue régionale Bretagne de rugby est un organe fédéral dépendant de la Fédération française de rugby créé en 2017 et chargé d'organiser les compétitions de rugby à XV et à sept au niveau de la région Bretagne.

## Histoire
Conséquence de la réforme territoriale des régions, le ministère de la Jeunesse et des Sports impose à la FFR de calquer son organisation territoriale sur celle des nouvelles régions. C'est ainsi que naît la Ligue de Bretagne issue de l'ancien comité Bretagne.
| - Carte des comités territoriaux jusqu'en 2017. - Carte des ligues régionales depuis 2018. |

Les ligues sont créées début octobre et reprennent les missions des comités territoriaux au 1er juillet 2018. Les statuts de la Ligue sont signés le 16 octobre 2017 à Marcoussis par Laurent Gabbanini et Marcel Kapfer, désignés membres fondateurs de la ligue par la FFR.

## Structures de la ligue

### Identité visuelle

Premier logo de la ligue (2018)
Logo de la ligue de décembre 2018 à juin 2019
Logo de la ligue depuis le 28 juin 2019

### Liste des présidents
- 9 décembre 2017 - 7 novembre 2020 : Yvon Colléaux
- Depuis le 7 novembre 2020 : Fabrice Quénéhervé

### Élections du comité directeur
En décembre 2016, Jean-Paul Canaud, président du comité Bretagne depuis 2008 et fraîchement réélu, démissionne après que 60 % des clubs aient voté pour la liste de Bernard Laporte lors des élections fédérales alors qu'il était lui-même engagé auprès du président sortant de la Fédération française de rugby et candidat à un nouveau mandat Pierre Camou
Le premier comité directeur de la ligue est élu le 9 décembre 2017. Yvon Colléaux, président sortant du comité Bretagne depuis janvier 2017, est le seul candidat à la présidence. Après le premier vote électronique décentralisé de l'histoire du rugby français, sa liste obtient 90,73 % des voix et les 24 sièges à pourvoir. Yvon Colléaux devient ainsi le premier président de la ligue.
Le comité directeur est renouvelé le 7 novembre 2020, un mois après le renouvellement de celui de la FFR. Yvon Colléaux ne se représente pas. Fabrice Quénéhervé, vice-président de la ligue et président du comité du Finistère est candidat à la présidence. Il ne souhaite pas prendre position entre les deux candidats à la présidence de la FFR Bernard Laporte et Florian Grill.
En 2024, Fabrice Quénéhervé mène la seule liste candidate pour la mandature 2024-2028 du comité directeur. Lénaïg Corson, joueuse internationale de rugby à XV, intègre notamment cette nouvelle liste. Avec 81,75 % de voix POUR lors de l'élection, son équipe est élue pour les quatre années.

### Dirigeants
Directeur administratif
- Depuis 2017 : Philippe Morant

Directeur technique
- 2020-2022 : Francis Costa
- Depuis 2022 : Guillaume Commeat

Directeur de l'arbitrage
- Depuis 2021 : David Gayoux[9]

## Les clubs de la ligue au niveau national

### Meilleurs clubs de la Ligue par saison
Le meilleur club de la ligue est le club qui arrive le plus loin en phases finales dans la compétition nationale de plus haut échelon. En cas d'égalité (même compétition et même résultat en phases finales), le meilleur club est celui qui a marqué le plus de points au cours de la saison régulière.
Clubs masculins
Clubs féminins
La couleur de l'axe indique la division dans laquelle évolue le club :
- 1re division.
- 2e division.
- 3e division.
- 4e division.
- Divisions inférieures.

### Clubs masculins évoluant dans les divisions nationales
| \| Légende · Top 14 · Pro D2 · Nationale · Nationale 2 · Fédérale 1 · Fédérale 2 RC Vannes Rennes EC SC Le Rheu XV Corsaire Saint Malo Pays d'Auray RC \| Clubs évoluant dans des divisions nationales en 2024-2025. |
| Légende · Top 14 · Pro D2 · Nationale · Nationale 2 · Fédérale 1 · Fédérale 2 RC Vannes Rennes EC SC Le Rheu XV Corsaire Saint Malo Pays d'Auray RC                                                                  |

### Clubs féminins évoluant dans les divisions nationales
| \| Légende · Elite 1 · Elite 2 · Fédérale 1 · Fédérale 2 Stade rennais Breizh Barians Brest Bretagne Rugby SC Le Rheu Les Pelicans \| Clubs féminins évoluant dans des divisions nationales en 2024-2025. |
| Légende · Elite 1 · Elite 2 · Fédérale 1 · Fédérale 2 Stade rennais Breizh Barians Brest Bretagne Rugby SC Le Rheu Les Pelicans                                                                           |

## Palmarès national des clubs régionaux

### Compétitions masculines
- Rugby club vannetais
  - Champion de France de Pro D2 (1) : 2024
- Rennes Étudiants Club rugby
  - Champion de France de Nationale 2 (1) : 2025
  - Champion de France de Fédérale 1 (1) : 2022

## Palmarès des compétitions régionales

### Anciens formats
| Saison    | Honneur                                                    | Promotion d'Honneur                                        | 1re série                                                  | 2e série                                                   | 3e série                                                   | 4e série                                                   |
| --------- | ---------------------------------------------------------- | ---------------------------------------------------------- | ---------------------------------------------------------- | ---------------------------------------------------------- | ---------------------------------------------------------- | ---------------------------------------------------------- |
| 2018-2019 | RC Pays de Fougères                                        | Brest UC                                                   | Aurore de Vitré                                            | Amicale laïque de Melesse                                  | RC Bigouden Pont-l'Abbé                                    | Brest UC                                                   |
| 2019-2020 | Championnats annulés en raison de la pandémie de Covid-19. | Championnats annulés en raison de la pandémie de Covid-19. | Championnats annulés en raison de la pandémie de Covid-19. | Championnats annulés en raison de la pandémie de Covid-19. | Championnats annulés en raison de la pandémie de Covid-19. | Championnats annulés en raison de la pandémie de Covid-19. |
| 2020-2021 | Championnats annulés en raison de la pandémie de Covid-19. | Championnats annulés en raison de la pandémie de Covid-19. | Championnats annulés en raison de la pandémie de Covid-19. | Championnats annulés en raison de la pandémie de Covid-19. | Championnats annulés en raison de la pandémie de Covid-19. | Championnats annulés en raison de la pandémie de Covid-19. |
| 2021-2022 | Aurore de Vitré                                            | RC Broceliande Oust Sérent                                 | Rugby union Pays de Lorient                                | Paimpol Armor RC                                           | ASS Ploemeur RC                                            | Le Relecq Kerhuon rugby                                    |

### Nouveau format (2022-)
| Saison    | Niveau      | Champion                       | Comité départemental | Score | Finaliste                      | Comité départemental |
| --------- | ----------- | ------------------------------ | -------------------- | ----- | ------------------------------ | -------------------- |
| 2022-2023 | Régionale 1 | RC Concarnois                  | Finistère            | 14-13 | RC Broceliande Oust Serent     | Morbihan             |
| 2022-2023 | Régionale 2 | Rugby union Pays de Lorient    | Morbihan             | 38-10 | RC Redon                       | Ille-et-Vilaine      |
| 2022-2023 | Régionale 3 | RC Broceliande Rugby Paimpont  | Ille-et-Vilaine      | 34-19 | Douarnenez Rugby Athletic Club | Finistère            |
| 2023-2024 | Régionale 1 | Rugby union Pays de Lorient    | Morbihan             | 36-12 | RC Quimperois                  | Finistère            |
| 2023-2024 | Régionale 2 | RC Redon                       | Ille-et-Vilaine      | 15-9  | RC Landivisien                 | Finistère            |
| 2023-2024 | Régionale 3 | Douarnenez Rugby Athletic Club | Finistère            | 20-10 | RC Pays de Morlaix             | Finistère            |

| Club                           | Titres régionaux |
| ------------------------------ | ---------------- |
| Rugby union Pays de Lorient    | 3                |
| Brest UC                       | 2                |
| Aurore de Vitré                | 2                |
| RC Broceliande Rugby Paimpont  | 2                |
| RC Pays de Fougères            | 1                |
| Amicale laïque de Melesse      | 1                |
| RC Bigouden Pont-l'Abbé        | 1                |
| Paimpol Armor RC               | 1                |
| ASS Ploemeur RC                | 1                |
| Le Relecq Kerhuon rugby        | 1                |
| RC Concarnois                  | 1                |
| RC Redon                       | 1                |
| Douarnenez Rugby Athletic Club | 1                |

| Club            | Titres régionaux |
| --------------- | ---------------- |
| Ille-et-Vilaine | 6                |
| Finistère       | 6                |
| Morbihan        | 5                |
| Côtes-d'Armor   | 1                |